# Софісти
Софісти — давньогрецькі мудреці 5-4 століть до н. е., які були мандрівними експертами з різних предметів, включаючи ораторське мистецтво, граматику, етику, літературу, математику, та елементарну фізику. Вони не формували якусь певну школу, але мали спільні інтереси. У філософії вони атакували тлумачення реальності елеатів і намагалися пояснити феноменальний світ. Їхня освітня програма базувалася на віруванні, що чеснотам можна навчити. Через їхнього противника Платона, вони набули поганої слави — філософських шахраїв, що більше зацікавлені в грошах і престижі, аніж у правді. У римський період термін софіст означав просто вчителя риторики.
Слово «софізм» означає міркування, побудовані таким чином, що містять навмисне допущену помилку і, звичайно, приводять до хибних висновків. Часто диспути софістів перетворювалися на безрезультатні суперечки, звідки й одіозне значення софіст — людина (оратор), яка готова за допомогою будь-яких прийомів захищати певні тези, не враховуючи об'єктивну істинність чи хибність цих тез.

## Історія
Початково «софіст» мало значення майстер, художник, мудрець, однак із другої половини 5 століття до н. е. термін набув спеціального змісту, що пов'язане власне з діяльністю софістів. Софісти — це перші в світовій історії платні вчителі мудрості, давньогрецькі педагоги. Найвідомішими серед них були Протагор, Горгій, Антифонт, Продік, Гіппій, Лікофрон. Софісти також були першими в історії сучасної цивілізації представниками інтелігенції. Софізм породив новий тип соціальних стосунків між вчителем та учнем — рівноправне взаємовигідне спілкування. Вони навчали самостійно мислити й переконувати інших людей, що нерозривно пов'язано із утвердженням демократії у давньогрецьких полісах.

### Софістика та натурфілософія
У давньогрецькій натурфілософії людина ніяк якісно не виділялася із природи, що не могло задовольнити софістів, які поклали саме людину, а не атом, як початок усіх речей. Окрім того, натурфілософія не виробила ніякого придатного світогляду, що забезпечував би свободу індивіда від колективу, а навпаки, повністю підкоряла його інтереси інтересам держави. Проте софісти були спадкоємцями прадавньої філософії, багато хто з них були учнями натурфілософів. Так Протагор був учнем Демокріта, що сам обрав собі його в учні, побачивши, як той струнким геометричним способом зв'язував дрова, коли був їхнім носильщиком.
Софісти на відміну від натурфілософів, поставили проблему буття не як проблему речовини, а як проблему свідомості. Вони вперше висунули ідею про «буття для себе», у той час як раніше мова йшла про «буття в собі». Якщо натурфілософія була заснована на безпосередньому сприйнятті кругообігу речовини у світі, то в софістів об'єктивний, інтуїтивно цей космос відійшов у бік, поступившись місцем суб'єктові і його звільненому мисленню.

## Особливості світогляду софістів
Софісти були суб'єктивістами, скептиками, раціоналістами, сенсуалістами, індивідуалістами. Основою їхнього світогляду був вислів Протагора «Людина є міра всіх речей». Їхній суб'єктивізм проявлявся в тому, що істина не мислилася ними як щось єдине для всіх. Софісти вважали, якщо всі думають по-різному, то й істина в кожного своя, і уявлення про прекрасне й потворне в кожного своє, і взагалі всі поняття як філософії, так і моральності відносні.
Факт відносності всього — головна засада всього світогляду софізму. Якщо все відносно й залежить від суб'єктивного смаку, що розуміється як єдиний критерій істинності, то виходить, що геть усе істинне.
Однак саме суб'єктивізм, привнесений у теорію пізнання, сприяв тому, що вперше в історії філософії могло бути поставлене питання, як співвідносяться із навколишнім світом наші думки про нього. Філософія, що стояла на щаблі космологічної об'єктивности, в принципі не здатна була задатися таким питанням, тому що мислення вважалося тотожним із буттям. Це приводило до нерозвиненості форм доказовості й логічних визначень.
В області гносеології софісти не виробили певної теорії, цьому заважала їхня надто велика увага до психологічних процесів, цікавість до строкатості людського життя. Вони прагнули перевести об'єктивні цінності на мову відчуттів, що приводило їх до сенсуалізму. Для софістів те, що не підпадає під відчуття, було примарою.
Софістам був також властивий скепсис щодо можливостей людини пізнати буття. Так Горгій (483—375, учень Емпедокла), приїхавши в Афіни в 427 до н. е., вразив усіх красномовством, тому що міг висловитись без підготовки на будь-яку тему. У своїх промовах він розвивав скептицизм, основні положення якого зводив до наступних трьох пунктів:
- зовсім немає ніякого буття;
- якщо воно і є, то непізнавано;
- якщо воно є й пізнавано, все-таки істину про буття передати неможливо.

### Ставлення до релігії та моралі
Протагор говорив таке: «Про богів я не можу знати ні того, що вони існують, ні того, що їх немає. Тому, що багато чого перешкоджає мені: і неясність питання, і стислість людського життя». Відомо, що він був вигнаний афінянами за безвір'я, а його книги відбиралися й спалювалися. Разом з тим не можна назвати софістів атеїстами. Вони переборювали абстрактну мудрість натурфілософії скептично, деструктивно, не бачили у бутті жодних об'єктивних опор для людських культурних цінностей, для моральності, а просто перетворили його в об'єкт довільної, суб'єктивно-ігрової активності свідомості.
Добро є те, вважали софісти, що корисно людям. Душа є почуття і більше нічого. Але, попри цей свій сенсуалізм, софісти віддавали пріоритет внутрішньої моральності перед законом, передбачивши в цьому філософію Сократа. Так Лікофрон вважав, що держава повинна піклуватися не тільки про закон, але і про моральність громадян, тому що непідкріплений внутрішнім переконанням закон перетворюється у простий договір, гарантію особистих прав, зробити ж громадян добрими й справедливими він не може. Гіппій вважав, що наклеп — гірше за все, навіть злодійство, тому що за допомогою нього втрачається найдорожче — ставлення близьких.

## Критика
Платон вважав, що з діяльності софістів почалася загальна зарозумілість і беззаконня. Всі стали безстрашні, а безбоязність своєчергово породила безсоромність. Софістів він називав найманими мисливцями за багатими юнаками, торговцями наук, борцями, що займаються словесними змаганнями й сперечаннями (Платон. Софіст. 231 D). Так, Протагор одного разу вимагав плати зі свого учня Еватла, а коли той зауважив, що ще не виграв справи у суді, Протагор відповів: «Якщо ми подамо до суду, і справу виграю я, то ти заплатиш, тому що виграв я; якщо виграєш ти, то заплатиш, тому що виграв ти».
Аристотель також вважав, що софістика є мудрість гадана, а не справжня, і софісти – ті, хто вміє наживати гроші від вигаданої, але не справжньої мудрості. По-іншому до своєї діяльності ставилися самі софісти. Протагор говорив своєму учневі: «Пробувши день зі мною, ти повернешся додому, ставши кращим». Протагор вважав, що він очищав юнаків від думок, що перешкоджають засвоєнню наук, які стосуються душі.
Справа в тому, що софістами називали себе багато тих, хто дійсно були знавцями мудрості, так і ті, хто займався лише словесними сперечаннями. Тому неможливо дати однозначну оцінку їхньої діяльности. Хоча із софістів почався занепад філософії як вільної духовно-пізнавальної творчості, тому що вони першими виявили прецедент викладання філософії за гроші.

## Позитивні риси
Складно перелічити те, що першими відкрили софісти, хоча все це пов'язане не з космосом, математикою й геометрією, а мовою, логікою та життям людини у суспільстві. Протагор першим висловив думку: «Про всяку річ є дві думки, протилежні одна одній». З них він створював діалог. Із цього висловлення видно, що саме софісти дали поштовх розвитку діалектики, поштовх мистецтву не тільки сперечатися, але й доводити, шляхом суперечки пізнавати істину.
Протагор також увів словесні змагання — диспути. Введення діалогічної мови змушувало розвиватися думку, що рухається між протиріччями та шукає з них вихід. Софісти залучали у міркування те, що нині називають «софізмами», і не приділяли належну увагу міркуванню по суті, розвиваючи лише словесне красномовство. Однак цей етап діалогів необхідно було пройти, щоб виховати мову та духовну стійкість.
Протагор також першим поділив мовлення на чотири типи: прохання, питання, відповідь, наказ. Ці види він назвав «корінням мовлення» (на відміну від натурфілософічного формулювання — «корінням промов»). Взагалі необхідно відзначити, що софісти вперше приділили належну увагу мові. Їх можна назвати першими мовознавцями та філологами. Софісти вперше почали вживати складені мовні конструкції та вишукані поетичні обороти. Вони значно збагатили лексику не тільки за рахунок створення нових слів, але й повернення із забуття старих.

## Софісти й риторика
Софісти були першими, хто викладав ораторське мистецтво платно. Для них наука красномовства стала способом заробітку. Заради того, щоб навчити своїх учнів мистецтву переконування й доведення своєї думки, вони наголошували увагу на двох техніках: діалектиці й риториці. Основними засобами, якими навчали софісти своїх учнів, були використання софізмів і контроверсій. Ці два прийоми вирізняли промови софістів від виступів інших ораторів. Контроверсії були важливими для софістів, адже вони вважали, що хороший ритор має вміти обстоювати й власну, і цілком протилежну їй думку. Таким способом розвивалося вміння знаходити чіткі, переконливі аргументи до будь-яких тез.
Для софістів основною метою було виграти в суперечці, аби довести свою майстерність у володінні словом. Вони були переконані, що немає однієї істини, а існують різні думки, рівні між собою за значущістю, та «істиною» стає лише та думка, що буде більш переконливо доведена ритором.
Софісти не обмежувались у своїх промовах лише темами, у яких вони були обізнані. Для них не існувало тем, з яких вони не змогли б вступити в суперечку, адже їхня майстерність досягала такого рівня, що їм вдавалось говорити про зовсім невідомі їм речі та однаково переконувати слухачів та противника у своїй рації. Головною метою було підібрати підхід до авдиторії, догодити їй і пристосувати свою промову до неї. На відміну від  підходу Платона, ритори-софісти не робили акценту на передачі вищої істини, а найважливішим для них було довести свою рацію. 
Першим софістом, промови якого слугують чудовим прикладом софістичного підходу, є Горгій. Одна із найвідоміших його промов – Похвала Гелені, яка стала вагомим внеском у риторичне мистецтво. У цій промові Горгій ставить собі за мету зробити майже неможливе – виправдати Гелену, про яку в народу вже побутувала  негативна думка. Методом подвійних опозицій, нанизування повторюваних позитивних якостей і проникливих послідовних аргументів, Горгій Леонтинець поступово очищує заплямовану репутацію жінки. Пізніше засоби, якими послуговувався у своїх промовах Горгій,  Арістотель описав як «горгіанські фігури». Усі ці фігури промовляли до слухачів найбільш доступно, варіюючись залежно від типу промови та авдиторії.

## Софізми
Софізми — це міркування, засновані на навмисному порушенні законів логіки, на вживанні помилкових аргументів. Спочатку софісти вчили прийомам доказу і спростування, відкрили ряд правил логічного мислення, але незабаром відійшли від логічних принципів і всю увагу зосередили на розробці логічних прийомів, заснованих на зовнішній схожості явищ, на тому що подія витягується із взаємозв'язку подій, на багатозначності слів, на підміні понять і так далі. Вважається, що широке використання софізмів характерне молодшим софістам (Фразімах, Критій, Алкідам, Лікофрон, Нолемон, Гіпподам).
Розрізняють такі види софізмів:
- софізм «учетверіння терміна» — силогічний умовивід, в якому порушено правило простого категоричного силогізму: у кожному силогізмі повинно бути лише три терміни. Зумисне помилкове міркування будується із використанням нетотожних, але зовні схожих понять. Наприклад, «Злодій не бажає придбати нічого поганого. Придбання хорошого є справа добра. Отже, злодій бажає добра».

- софізм недозволенного процесу — силогічний умовивід, в якому порушено правило простого категоричного силогізму: термін, не розподілений (не узятий у всьому об'ємі) в одній з посилок, не може бути розподілений (узятий у всьому об'ємі) у висновку. наприклад, усі птахи мають крила — деякі яйцеродні мають крила.

- софізм збірного середнього терміна — силогічний розумовивід, в якому порушено правило простого категоричного силогізму: середній термін має бути розподілений (узятий у всьому об'ємі) принаймні в одній з посилок. Наприклад, деякі люди вміють грати на скрипці — всі дипломати-люди — всі дипломати уміють грати на скрипці.